# Johann Georg Rußwurm
Johann Georg Rußwurm, auch Russwurm (* 7. Oktober 1781 in Seebergen; † 28. Dezember 1848 in Selmsdorf) war ein deutscher Pädagoge und evangelisch-lutherischer Geistlicher.

## Leben
Johann Georg Rußwurm war ein Sohn des Kantors, Organisten und Mägdelein-Schuldieners Johann Lorenz Rußwurm († 22. Juli 1796) in Seebergen im Fürstentum Schwarzburg-Rudolstadt und dessen Frau Elisabeth Barbara geb. Solz aus Breitenheerda. Die Familie Rußwurm ist seit ca. 1678 in Seebergen nachweisbar und übte dort über mehrere Generationen den Schäfer- und Hirtenberuf aus. Johann Wilhelm Bartholomäus Rußwurm war sein elf Jahre älterer Bruder.
Früh Halbwaise, konnte er nur durch die Hilfe von finanziellen Förderern ab 1797 das Gymnasium in Rudolstadt besuchen, wo er im Haus des Direktors Hesse lebte. Ab 1803 studierte er als Stipendiat des Fürsten Evangelische Theologie an der Universität Leipzig und der Martin-Luther-Universität in Halle. Nach seinem Examen arbeitete er zunächst als Hauslehrer von Emilie, der jüngsten Tochter von Friedrich Schiller.
1809 wurde er als Nachfolger seines Bruders zum Kantor der Domschule Ratzeburg berufen; von 1813 bis 1825 war er als Nachfolger von Johann Christian Friedrich Dietz ihr Rektor. Ab 1825 wirkte er als Pastor am 1862 abgebrochenen Vorgängerbau der St.-Marien-Kirche in Selmsdorf. Seine Amtstätigkeit und seine Frömmigkeit waren geprägt von Einflüssen aus Erweckung und Romantik. Zusammen mit seinem Bruder, inzwischen Pastor im benachbarten Herrnburg, und Pastor Ernst Christoph Salfeld in Kirch Grambow, heute Ortsteil von Wedendorf veranstaltete er erstmals Missions- und Gesangsfeste in den Gemeinden, die großes Interesse fanden, und sorgte für eine Belebung des Gemeindelebens. Allerdings hatte er auch Schwierigkeiten durch „zu große Schroffheit und übertriebenes Amtsbewusstsein“.
Er war seit 1810 verheiratet mit Dorothea Wilhelmine, geb. Arndt (1792–1869), einer Tochter des Ratzeburger Dompropstes Carl Gottlob Heinrich Arndt. Zu den sieben Kindern des Paares zählen Karl Friedrich Wilhelm Rußwurm, später Archivar in Estland, und Johannes Rußwurm, später ebenfalls Dompropst in Ratzeburg. Johann Georg Rußwurm wurde auf dem Friedhof am Ratzeburger Dom begraben.

## Werke
- D. Martin Luther von der christlichen Freiheit: zur Feier des dritten Jubelfestes der Reformation. Ratzeburg: Freystatzky 1817
- Nachrichten und Bemerkungen über die gegenwärtigen Einrichtungen der Ratzeburgischen Domschule. 1820
- (Herausgeber): Heinrich Müller: Geistliche Erquickstunden. 1822; 2. Auflage Lüneburg: Herold 1832;
- Octavius oder des M. Minucius Felix Apologie des Christenthums ins Deutsche übersetzt mit Einleitung und Anmerkungen versehen. Hamburg: Nestlee 1824
- (Herausgeber): Dr. Heinrich Müller’s Evangelischer Herzensspiegel zur Beförderung der häuslichen Erbauung: Mit dem lithographirten Bildnisse Müller’s. Schönberg: Bicker 1841; 2. Auflage 1849
- Über den Zustand der Missionen unter den Heiden. Heft 1, Schönberg: Bicker 1843